# Ivan (Sänger)
Ivan (* 17. Juli 1962 in Madrid als Juan Carlos Ramos Vaquero) ist ein spanischer Popsänger, der in den 1980er Jahren – besonders während der Italo-Disco-Welle – erfolgreich war.

## Leben und Wirken
Ivans Debütsingle Sin Amor, eine Coverversion des Dschinghis-Khan-Hits Dschinghis Khan, stieg 1979 bis auf Platz 1 der spanischen Charts. Mit Te quiero tanto, das dort auch Position 1 erreichte, konnte der Sänger zwei Jahre später an diesen Erfolg anknüpfen. Die Single Fotonovela brachte 1985 kurzfristigen europaweiten Erfolg, z. B. in Deutschland Platz neun, in Frankreich Platz drei und in Italien Platz 39. Das Lied wurde sein größter Hit. Baila platzierte sich im selben Jahr immerhin noch in den Top 30 der Schweiz.
Heute lebt Ivan in Miami, Florida. Seine Tochter, Nathalia Ramos, ist Schauspielerin.

## Diskografie

### Alben
- 1979: Sin amor
- 1980: A solas
- 1982: Tiempo de Iván
- 1985: Baila
- 1986: Hey Mademoiselle!
- 1988: Más difícil
- 1992: Vuelta a casa
- 2000: Fotonovela
- 2004: Sus cuatro primeros álbumes en CBS (1979–1986)
- 2015: Porque … te quiero tanto

### Singles
- 1979: Sin amor
- 1980: Soñarte
- 1980: Te quiero tanto
- 1981: Te agradezco
- 1982: Oh Gaby (Oh, Gaby, Gaby)
- 1982: Bajo los caracoles de tus cabellos
- 1984: Fotonovela
- 1985: Baila
- 1985: Pon la radio
- 1986: Hey Mademoiselle!
- 1986: Starman
- 1988: O-A
- 1988: Ojos de oriental (Promo)
- 1989: Fotonovela (Summer Remix)
- 1992: Sálvame
- 1992: Bailar con la luna
- 2001: Un día perfecto
- 2012: Corazón encadenado

## Auszeichnungen für Musikverkäufe
| Silberne Schallplatte - Frankreich - 1985: für die Single Fotonovela |

| Land/RegionAuszeichnungen für Musikverkäufe (Land/Region, Auszeichnungen, Verkäufe, Quellen) | Silber  | Gold | Platin | Verkäufe | Quellen     |
| -------------------------------------------------------------------------------------------- | ------- | ---- | ------ | -------- | ----------- |
| Frankreich (SNEP)                                                                            | Silber1 | —    | —      | 200.000  | infodisc.fr |
| Insgesamt                                                                                    | Silber1 | —    | —      |          |             |